# Arthur Honegger

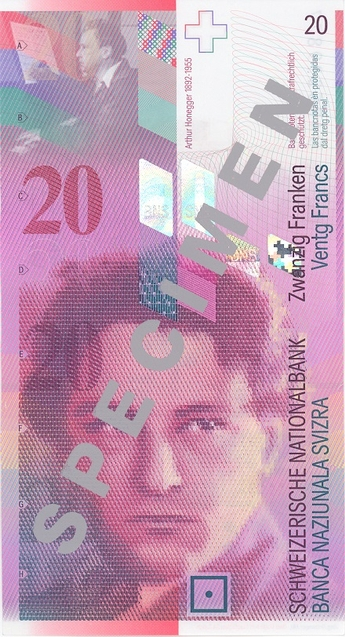
Billete de veinte francos suizos con el retrato de Honegger.

Arthur Honegger (El Havre, 10 de marzo de 1892 - París, 27 de noviembre de 1955) fue un compositor suizo nacido en Francia y que vivió la mayor parte de su vida en París. Fue miembro del grupo de Los Seis. Su obra más interpretada probablemente es la pieza orquestal Pacific 231, inspirada por el sonido de una locomotora de vapor.

## Biografía
Nacido como Oscar-Arthur Honegger (nunca usó su primer nombre), de padres suizos en Le Havre, Francia, estudió en principio armonía y violín en su ciudad natal. Tras una formación durante dos años en Zúrich, ingresó en el Conservatorio de París, donde estuvo de 1911 a 1918 y estudió con Charles-Marie Widor y Vincent d'Indy. Su presentación como compositor en París data de 1916 y en 1918 escribió el ballet Le dit des jeux du monde, considerada como su primera obra característica. En 1926 se casó con Andrée Vaurabourg, pianista y condiscípula en el Conservatorio de París, con la condición de que viviesen en apartamentos diferentes. Vivieron separados durante todo su matrimonio, con la excepción de los años de 1935 a 1936, tras sufrir Varaubourg un accidente de tráfico, y en el último año de vida de Honegger, cuando no pudo valerse. Tuvieron una hija, Pascale, nacida en 1932. Honegger también tuvo un hijo, Jean-Claude (1926-2003), con la cantante Claire Croiza.
A comienzos de la década de 1920, Honegger saltó a la fama con su "salmo dramático" Le Roi David, que aún está en el repertorio coral. Entre las dos guerras mundiales Honegger fue muy prolífico. Compuso la música para la película épica de 1927 Napoleon, de Abel Gance. Escribió nueve ballets y tres obras escénicas vocales, entre otras obras. Una de esas obras escénicas, Jeanne d'Arc au bûcher (1935), un "oratorio dramático" (con texto de Paul Claudel), se considera una de sus mejores obras. Además de su trabajo en solitario, colaboró con Jacques Ibert tanto en una ópera (L'Aiglon, 1937) como en la opereta Les petites cardinal. En esta época también escribió la Danse de la chèvre (1921), una pieza esencial en el repertorio de flauta. Dedicada a René le Roy, esta obra es viva y encantadora, pero con la misma sinceridad de toda la producción de Honegger.
Honegger siempre se mantuvo en contacto con Suiza, el país de origen de sus padres, hasta que el estallido de la guerra y la invasión de los nazis le hizo imposible abandonar París. Se unió a la resistencia francesa y en general los nazis no le causaron problemas y le permitieron continuar con su trabajo sin demasiadas interferencias. Dio clases de composición en la École normale de musique de Paris y entre sus alumnos estaba Yves Ramette. Sin embargo, la guerra lo deprimió mucho. Entre su estallido y su muerte escribió las cuatro últimas sinfonías (de la segunda a la quinta), que figuran entre las más importantes obras sinfónicas del siglo XX. Entre ellas, la segunda, para cuerdas con una trompeta solista que interpreta una melodía coral de Johann Sebastian Bach en el último movimiento, y la tercera, subitulada Symphonie Liturgique, con tres movimientos que evocan la música para la misa de Réquiem (Dies Irae, De profundis clamavi y Dona nobis pacem) son probablemente las más conocidas. Escrita en 1946, justo al final de la guerra, tiene su paralelismo con la Sinfonia da Requiem de Benjamin Britten de 1940. En contraste con esta obra está la Sinfonía n.º 4, lírica, nostálgica, subtitulada "Deliciae Basiliensis" ("Los gozos de Basilea"), escrita como tributo a los días de distensión pasados en esa ciudad suiza durante la guerra.
Es conocida la pasión de Honegger por los trenes y en una ocasión dijo: 

Siempre he amado a las locomotoras de un modo pasional. Para mí, son seres vivos a los que amo, igual que otros aman a las mujeres o a los caballos.

 Su "movimiento sinfónico" Pacific 231 (una descripción de una locomotora de vapor) le hizo obtener notoriedad en 1923.
Muchas de las obras de Honegger recibieron el gran apoyo de su amigo Georges Tzipine, que dirigió las primeras grabaciones de algunas de ellas (el oratorio Chris du Monde", Nicolas de Flüe)
En 1953 escribió su última composición, Una cantata de Navidad. Tras una larga enfermedad, murió en su casa de París, víctima de un ataque al corazón, en noviembre de 1955 y está enterrado en el Cementerio Saint-Vincent del barrio parisino de Montmartre.
Los principales elementos del estilo de Honegger son el contrapunto bachiano, marcados ritmos, amplitud melódica, armonías muy coloristas, uso impresionista de las sonoridades orquestales y preocupación por la arquitectura formal. Su estilo es más potente y solemne que el sus colegas de Les Six. Lejos de reaccionar contra el romanticismo alemán como hicieron otros miembros del grupo, las obras de madurez de Honegger tienen una gran influencia de ellas. A pesar de las diferencias de sus estilos, él y su colegas de Les Six Darius Milhaud fueron grandes amigos; habían estudiado juntos en el Conservatorio de París. Milhaud dedicó su cuarto quinteto de cuerda a la memoria de Honegger, mientras que Francis Poulenc, de igual modo, le dedicó su Sonata para clarinete.
Quizá sea mundialmente famoso por su frase épica: 

El primer requisito para un compositor es estar muerto. Arthur Honegger, Je suis compositeur, 1951

## Legado
Honegger apareció en el billete de veinte francos suizos que se emitió en octubre de 1996 y que se retiró en 2017... 
Serge Ivanoff pintó su retrato en París en 1944.
Se grabó su movimiento sinfónico Rugby con él dirigiendo a la Orquesta Sinfónica de París en una grabación eléctrica de 1929. En el año 2002, en su ciudad natal, se inauguró un nuevo Conservatorio (hecho por los arquitectos parisinos Jerôme Brunet y Eric Saunier) que lleva su nombre «Conservatoire Arthur Honegger».

## Composiciones destacadas
Los números de catálogo (H.) provienen del realizado por Harry Halbreich.
- Música orquestal :

Sinfonías :
1930 : H. 75 Sinfonía n.º 1
1941 : H. 153 Sinfonía n.º 2 para cuerdas y trompeta en re mayor
1946 : H. 186 Sinfonía n.º 3 (Symphonie Liturgique)
1946 : H. 191 Sinfonía n.º 4 en la mayor (Deliciae basiliensis)
1950 : H. 202 Sinfonía n.º 5 en re mayor (Di tre re)
Movimientos sinfónicos
1923 : H. 53 Pacific 231 (Movimiento sinfónico n.º 1)
1928 : H. 67 Rugby (Movimiento sinfónico n.º 2)
1933 : H. 83 Movimiento sinfónico n.º 3
Conciertos :
1924 : H. 55 Concertino para piano y orquesta en mi mayor
1929 : H. 72 Concierto para violonchelo y orquesta en do mayor
1948 : H. 196 Concierto de cámara para flauta, corno inglés y cuerda
Otros
1917 : H. 16 Le chant de Nigamon
1920 : H. 31 Pastorale d'été
1923 : H. 47 Chant de joie (Canto de gozo)
1951 : H. 204 Monopartita
- Oratorios :

1921 : H. 37 Le roi David (El rey David) libreto de René Morax, versión para orquesta en 1923
1935 : H. 99 Jeanne d'Arc au bûcher, libreto de Paul Claudel, versión con prólogo en 1941
1938 : H 131 La danse des morts, (La danza de los muertos) libreto de Paul Claudel
1953 : H. 212 Une cantate de Noël (Una cantata de Navidad)
- Óperas :

1903 : Philippa, ni orquestada, ni editada, ni interpretada.
1904 : Sigismond, perdida
1907 : La Esmeralda, según El jorobado de Nôtre-Dame de Victor Hugo, inacabada e inédita
1918 : La mort de sainte Alméenne, libreto de M. Jacob, inédita y solo con los interludios orquestados.
1925 : Judith, libreto de René Morax, estrenada en la Ópera de Monte-Carlo el 13 de febrero de 1925
1927 : H. 65 Antigone, libreto de Jean Cocteau, basado en Sófocles, estrenada en La Monnaie el 28 de diciembre de 1927
- Operetas :

1925 :  H. 108 L'Aiglon, escrita en colaboración con Jacques Ibert, libreto de los actos 2–4 de H. Cain, según E. Rostand, libreto de los actos 1 y 5 de Ibert, Ópera de Monte-Carlo, 10 de marzo de 1937
1930 : Les aventures du roi Pausole, libreto de A. Willemetz, según P. Louÿs, estrenada el 12 de diciembre de 1930, París, Bouffes-Parisiens
1931 : La belle de Moudon, libreto de René Morax, , Mézières, Jorat, Suiza, 30 de mayo de 1931, inédita.
1937 : Les petites cardinal, libreto de Willemetz y P. Brach, según L. Halévy, París, Bouffes-Parisiens, 13 de febrero de 1938
- Ballets :

1918 : H. 19 Le dit des jeux du monde
1921 : H. 38 Horace victorieux, symphonie mimée
- Música de cámara :

1917 : H. 15 Cuarteto de cuerda n.º 1 en do menor
1935 : H. 103 Cuarteto de cuerda n.º 2 en re mayor
1937 : H. 114 Cuarteto de cuerda n.º 3 en mi mayor
1945 : H. 181 Paduana para violonchelo solo
1947 : H. 193 Intrada para trompeta en do y piano
- Obras para piano solo

1910 : Tres piezas (Scherzo, Humoresque, Adagio)
1916 : Toccata y variación
1915–9 : Tres piezas (Preludio, Homenaje a Ravel, Danse)
1919–20 : Siete piezas breves
1920 : Sarabande (para el Album de Six)
1923–4 : Le Cahier Romand
1928–9 Homenaje a Albert Roussel
1932 : Prelude, Arioso y Fughetta sobre el nombre BACH
1941 : Petits Airs sûr une basse celebre
1943–4 : Dos esbozos